# Klubovna Tenisového klubu LTC Praha
Provizorní budova bývalého Lawn Tennis Clubu Praha je dřevěná stavba od Bohumíra Kozáka z roku 1926. Budova se nachází na pozemku parcelní číslo 2117 v katastrálním území Holešovice a je památkou chráněnou státem. Původně byla označena evidenčním číslem 32.

## Historie
Lawn Tennis Club Praha (původně Lawn Tennis Cercle) byl založen v roce 1904 studenty právnické fakulty c. k. české university Karlo-Ferdinandovy . Členy klubu byly významné osobnosti, například Jan a Olga Masarykovi, Karel Schwarzenberg nebo Jiří Stanislav Guth-Jarkovský. Správcem byl Josef Koželuh, otec budoucích tenistů Karla a Jana Koželuhových.
První klubovna byla postavena v roce 1912. Klub se ale rozrůstal. Po první světové válce měl již 9 dvorců a v roce 1924 první český dvorec s tribunami pro 2000 diváků. V roce 1925 vznikly první návrhy architekta Bohumíra Kozáka na budovu nové klubovny. Byla navržena jako provizorní dřevostavba (podobně jako zimní stadion Štvanice, Lidový dům v Libni či Loděnice Českého Yacht Klubu v Podolí). Stavba byla ralizována v následujícím roce, pravděpodobně firmami Hautschauer a Pištora.

## Popis

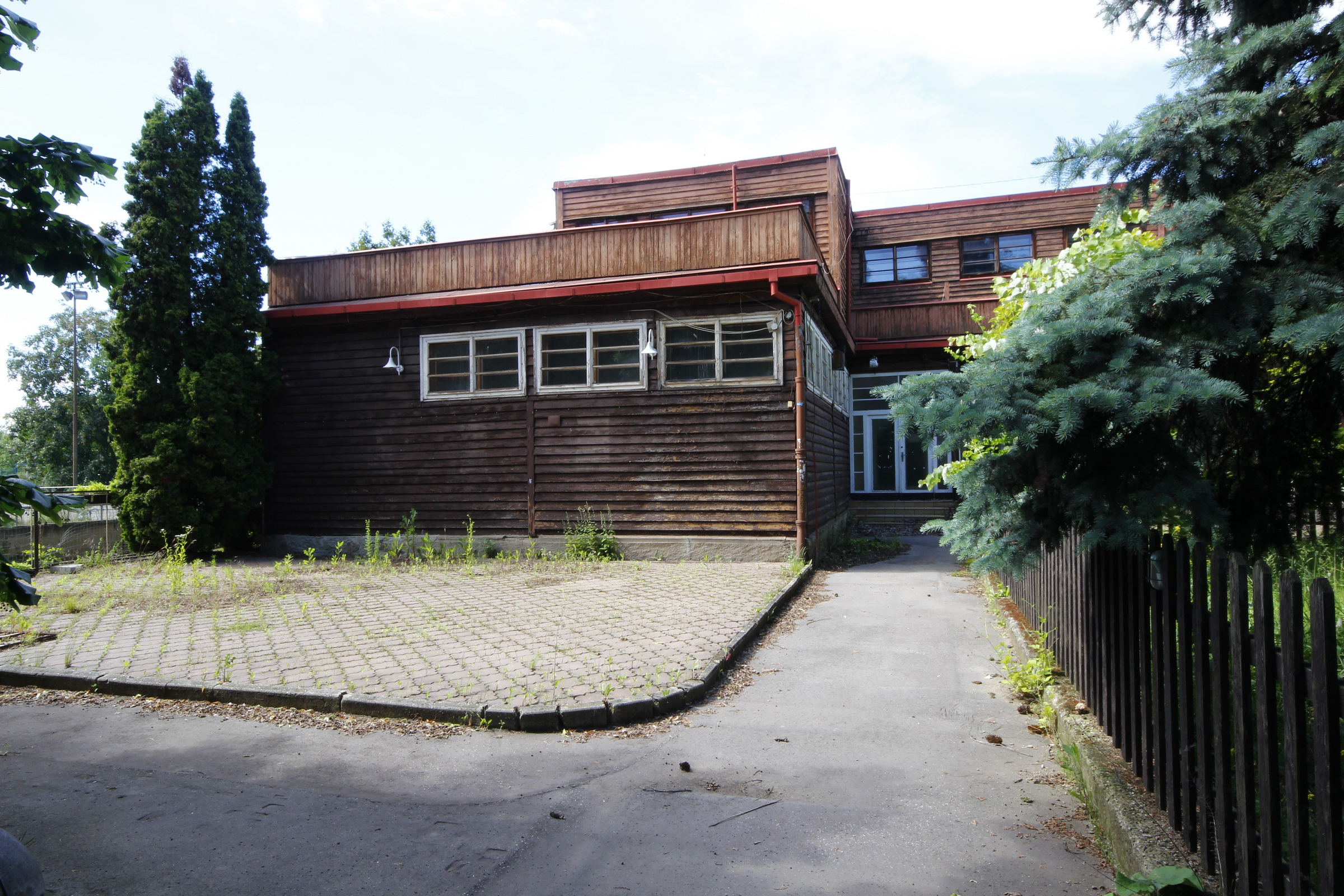
Vstup do objektu LTC Praha

V přízemí se nacházejí dámské a pánské šatny se sprchami. V centrální části pak jídelna. V patře je společenská místnost klubu a terasa s výhledem na dvorce.
Okolí objektu bylo znehodnoceno v druhé polovině 20. století. Tenisové dvorce na východ od klubovny byly v padesátých letech zabrány pro stavbu větracích komínů Letenského tunelu. V těsné blízkosti byl pak v šedesátých a sedmdesátých letech postaven krytý dvorec. V osmdesátých letech pak byly dvorce zapuštěny pod úroveň terénu, což se ukázalo jako velmi problematický zásah.

## Záchrana objektu
V roce 2006 vzniklo občanské sdružení Alternativa II, jejímž cílem je záchrana chátrajícího objektu. Sdružení převzalo objekt od Úřadu pro zastupování státu ve věcech majetkových dne 10. února 2014. V srpnu 2015 byl schválen restaurátorský záměr na opravu a obnovu vnějšího pláště dřevěné klubovny. Rekonstrukce probíhá díky pomoci dobrovolníků.